# Бугунда
Бугунда (рос. Бугунда) — селище Баунтовського евенкійського району, Бурятії Росії. Входить до складу Сільського поселення Алматське.
Населення — 20 осіб (2015 рік).